# Luisa Roldán
Luisa Ignacia Roldán, também conhecida como La Roldana, foi uma escultora espanhola da Era Barroca. Ela é a primeira escultora mulher documentada na Espanha. Roldán é reconhecida no Museu da Sociedade Hispânica por ser "uma das poucas mulheres artistas a ter mantido um estúdio fora dos conventos na Espanha da Idade de Ouro".
Roldán começou a esculpir em um momento em que a Espanha atravessava um período de fervor religioso, e as igrejas buscavam intensamente imagens sacras para alimentar a devoção popular. Como muitas artistas da época, ela enfrentou resistências tanto por ser mulher quanto por desafiar as convenções ao se tornar uma profissional independente em uma sociedade onde as mulheres eram, em grande parte, excluídas dos espaços artísticos. Mesmo com essas limitações, seu talento foi reconhecido, e ela passou a receber encomendas importantes. Em 1692, foi nomeada escultora da corte de Carlos II, tornando-se a primeira mulher a ocupar o posto de escultora real na Espanha. Mais tarde, serviu a Felipe V da Espanha.